# 628年
| 千纪： | 1千纪                                                                                           |
| 世纪： | 6世纪 \| 7世纪 \| 8世纪                                                                         |
| 年代： | 590年代 \| 600年代 \| 610年代 \| 620年代 \| 630年代 \| 640年代 \| 650年代                       |
| 年份： | 623年 \| 624年 \| 625年 \| 626年 \| 627年 \| 628年 \| 629年 \| 630年 \| 631年 \| 632年 \| 633年 |
| 纪年： | 戊子年（鼠年）；高昌延壽五年；梁師都永隆十一年；唐貞觀二年；新罗建福四十五年                    |

## 大事记
- 西突厥汗國統葉護可汗被其伯父莫賀咄可汗暗殺，莫賀咄可汗繼位，西突厥汗國分裂。
- 趁突厥內亂之機，唐朝派軍攻滅受其保護的梁師都勢力，唐朝統一戰爭結束。
- 薛延陀部長乙失夷男率7萬戶越阿爾泰山歸依東突厥汗國。後來，敕勒的拔野古、回紇、同羅相繼作亂。推乙失夷男為可汗，即真珠可汗。
- 2月25日——薩珊王朝君主霍斯勞二世之子謝羅埃與禁衛軍指揮官阿斯帕德·古什納斯普（英语：Aspad Gushnasp）發動政變，控制了泰西封，監禁了霍斯勞二世，宣布自己為薩珊帝國的統治者，稱喀瓦德二世，並立刻遣使向希拉克略求和，放棄了佔領的所有東羅馬帝國領土，歷時26年的東羅馬-波斯戰爭結束。
- 3月——穆罕默德与麦加签署和平条约。
- 9月6日——薩珊王朝君主喀瓦德二世死於瘟疫，帝國的烏祖爾甘（英语：Wuzurgan）貴族擁立他八歲的兒子阿爾達希爾三世，帝國由他的維齊爾馬赫阿德胡爾·古什納斯普（英语：Mah-Adhur Gushnasp）控制。

## 各国领袖

### 非洲
- 阿克苏姆帝国 - Armah, 国王 (614–660)

### 美洲
- 玛雅 - 巴加尔二世, 帕伦克君主 (615–683)

### 亚洲
- 中国 (唐朝) - 唐太宗, 中国皇帝 (626–649)
  - 主要割据势力：梁师都(梁帝617–628)
- 突厥
  - 东突厥 - 颉利可汗 (621–630)
  - 西突厥 - 统叶护可汗 (618–630)
- 高昌 - 麴文泰, 高昌王 (623–640)
- 吐谷浑 - 伏允, 可汗 (597–635)
- 日本 (飞鸟时代) - 推古天皇, 日本天皇 (593–628)
- 朝鲜半岛 (朝鲜三国) -
  - 百济 - 武王, 百济王 (600–641)
  - 高句丽 - 荣留王, 高句丽王 (618–642)
  - 新罗 - 真平王, 新罗王 (579–632)
- 北印度 - 戒日王 (606–648)
- 遮娄其王朝 - 補羅稽舍二世（英语：Pulakesi II）, 遮娄其王朝君主 (609–642)

### 中东
- 波斯 - 霍斯劳二世, 波斯皇帝 (590–628)
- 阿拉伯帝国 - 穆罕默德 (622–632)

### 欧洲
- 阿瓦尔 -
  - 库勃拉特（英语：Kubrat）, 阿瓦尔可汗 (617–665)
  - 欧嘉纳（英语：Organa）, 摄政 (617–630)
- 拜占庭帝国 - 希拉克略 (610–641)
- 法兰克王国 - 克洛塔爾二世, 法兰克墨洛温王朝国王 (613–629)
  - 奥斯特拉西亚 - 达戈贝尔特一世, 奥斯特拉西亚国王 (623–629)
- 伦巴底王国 - 阿里奥德 (626–636)
- 摩拉维亚 - 萨莫, 斯拉夫王 (623–658)
- 西哥特王国 - Suintila (621–631)
- 英格兰 (七国时代) - 埃德温（英语：Edwin of Northumbria）, 不列颠的统治者（Bretwalda）
  - 东盎格利亚 - 里奇贝尔赫（英语：Ricberht of East Anglia） (627–630)
  - 埃塞克斯王国 - 西吉伯特一世（英语：Sigeberht I of Essex） (617–653)
  - 肯特王国 - 伊德鲍尔德（英语：Eadbald of Kent） (616–640)
  - 默西亚王国 - 彭达, 默西亚王 (ca.626–655)
  - 诺森布里亚 - 埃德温（英语：Edwin of Northumbria）, 诺森布里亚王(616–632)
  - 萨塞克斯王国 -
  - 韦塞克斯 - 西内吉尔斯, 韦塞克斯王 (611–643)
- 苏格兰
  - 达尔里阿达 - Eochaid Buide奥凯德, 达尔里阿达（Dál Riata）王 (608–629)
  - 斯特拉斯克莱德王国 - 比利一世（英语：Bili I of Strathclyde） (621–633)
- 西哥特王国 - - 苏因提拉（英语：Suintila）(621–631)
- 威尔士 -
  - 格威尼德王国 - Cadwallon ap Cadfan (625–634)
  - 波伊斯王国 - Eiludd Powys (613–642?)

## 出生
- 唐高宗李治，唐朝皇帝（683年去世，55岁）

## 逝世
- 李大师，唐初历史学家（570年出生）
- 統葉護可汗，西突厥汗國可汗。
- 2月28日——霍斯勞二世，埃兰沙赫尔第22代君主，590年至628年在位。
- 4月15日——推古天皇，日本天皇（554年出生）
- 4月26日——梁師都，隋末唐初割據勢力之一。
- 9月6日——喀瓦德二世，埃兰沙赫尔第23代君主，628年2月25日至9月6日在位。